# Reg Perks
Pour les articles homonymes, voir Perks.
Reginald Thomas David Perks, dit Reg Perks, né le 4 octobre 1911 à Hereford et mort le 22 novembre 1977 à Worcester, était un joueur anglais de first-class cricket qui a joué 2 Tests pour l'Angleterre en 1939.
Il était l’une des figures de proue de l’équipe du comté du Worcestershire des années 1930 aux années 1950. Avec 156 éliminations sans marquer de runs, il est détenteur du plus grands nombres de ducks en first-class,. Il détient le record du nombre de wickets, 2 143, du Worcestershire.

## Biographie
Lors de son premier match de first-class avec Worcestershire, il obtient son premier wicket en éliminant Jack Hobbs.
Il joue son premier test match contre l’Afrique du Sud à Durban, du 3 mars au 14 mars 1939, lors d’un match réputé pour avoir été l’un des plus longs de l’histoire. Ce test match est joué sans limite de temps et en raison de l'absence d'issue au match, les capitaines décidèrent de le déclarer drawn au bout du dixième jour,. Le deuxième test match auquel il prend part fut joué à The Oval contre les West Indies. Lors de ces deux matchs il prend respectivement 6 et 5 wickets.
Il réalise deux fois un hat-trick : une fois contre Kent en 1931 et une fois contre Warwickshire en 1933.

## Style de jeu
Spécialisé dans le lancer rapide, Perks a été le lanceur d'ouverture du Worcestershire pendant plusieurs années. Il était également perçu comme un piètre batteur. Wisden disait de lui qu'il « avait débuté en étant un joueur très faible » mais qu'« il avait su améliorer son jeu pour être un marqueur utile de fin de match ». En effet, bien que souvent éliminé sans avoir marqué le moindre run, il arrivait parfois à marquer un important score en très peu de temps avec un jeu plutôt agressif. Ses performances en tant que bowler lui ont valu d'être considéré comme l'un des héros du cricket du Worcestershire.

## Vie personnelle
Son père, Thomas Perks, a joué un match de first-class pour le Marylebone Cricket Club en 1902.
Lors d'un voyage en Afrique du Sud où il dispensait des leçons de cricket, il tenta en vain de convaincre Johnny Hubbard d'opter pour une carrière de joueur de cricket plutôt que de footballeur.